# Аргилит
Аргилит (енгл. Argillite, фр. Argilite, рус. Аргиллит) је компактна стена постала од глинаца и глиновитих шкриљаца изложених даљем очвршћавању, при чему је дошло до губљења ламинације.